# L.A. Midnight
L.A. Midnight è il ventesimo album del chitarrista B.B. King, che vede la partecipazione dei chitarristi Jesse Ed Davis e Joe Walsh impegnati in delle jam session, rispettivamente nei brani Midnight e Lucille's Granny; presente anche Taj Mahal all'armonica e alla chitarra, nei brani Can't You Hear Me Talking to You e I've Been Blue Too Long.

## Tracce
Lato A
- "I Got Some Help I Don't Need" (Dave Clark, B.B. King)
- "Help the Poor" (Charles Singleton)
- "Can't You Hear Me Talking" (Dave Clark, B.B. King)
- "Midnight" (B.B. King)

Lato B
- "Sweet Sixteen" (Joe Josea)
- "I've Been Blue Too Long" (Dave Clark, B.B. King)
- "Lucille's Granny" (B.B. King)
- "I've Been Blue Too Long" (Dave Clark, B.B. King)
- "Lucille's Granny" (B.B. King)

## Musicisti[1]
- B.B. King – chitarra, voce
- Jesse Ed Davis – chitarra, chitarra slide (A1, A4, B2, B3)
- Joe Walsh – chitarra (A1, A4, B3)
- Mel Brown – chitarra (A2, B1)
- Randy Wolfe – chitarra (A3, B2)
- Taj Mahal – chitarra (B2), armonica (A3)
- Paul Harris – pianoforte (A1, B2)
- Victor Feldman – piano (A1, A4, B3), congas (A2, A3)
- Ron Levy – pianoforte (A2, B1)
- Cliff Coulter – pianoforte (A3), tamburello (A2)
- John Turk – organo Hammond (A3)
- Bryan Garofalo – basso (A1, B2)
- Wilbert Freeman – basso  (A2, B1)
- Ron Brown – basso (A3, A4, B3)
- Bob Morin – batteria (A1, B2)
- Sonny Freeman – batteria (A2, B1)
- Earl Palmer – batteria (A3, A4, B3)
- Sandy Konikoff – tamburello  (B3)
- Bobby Bryant – tromba (A1, B3)
- John Browning – tromba (A2, B1)
- Red Callender – tuba  (A1, B2, B3)
- Joe Burton – trombone (A2, B1)
- Red Holloway – sassofono tenore (A1, B3)
- Louis Hubert – sassofono tenore (A2, B1)
- Plas Johnson – sassofono baritono (A1, B3)
- Earl Turbinton Jr. – sassofono contralto (A2, B1)